# Horst Meurer
Horst Meurer (* 21. April 1934; † 29. Januar 2023 in Neunkirchen) war ein deutscher Fußballspieler und -trainer.

## Karriere
Meurer gehörte von 1952 bis 1961 der im Saarland beheimateten Borussia aus Neunkirchen an, für die er in der Oberliga Südwest als Stürmer Punktspiele bestritt.
Als Zweitplatzierter der Saison 1958/59 nahm er infolgedessen am Qualifikationsspiel zur Teilnahme an der Endrunde um die Deutsche Meisterschaft teil, das allerdings am 3. Mai 1959 mit 3:6 gegen Werder Bremen verloren wurde; dabei gelang ihm der Anschlusstreffer zum 3:4 in der 75. Minute. Auch das Finale um den DFB-Pokal in Kassel am 27. Dezember 1959 wurde gegen Schwarz-Weiß Essen mit 2:5 verloren, nachdem er zuvor am 3. Oktober im Halbfinale beim 2:1-Sieg über den VfR Mannheim mitgewirkt hatte.
Als erneut Zweitplatzierter der Saison 1959/60 nahm er abermals an der Endrunde um die Deutsche Meisterschaft teil. Diese wurde in zwei Gruppen zu je vier Mannschaften mit Hin- und Rückspiel ausgetragen, von denen beide Sieger das Finale bestritten. In der Gruppe 1 bestritt er alle sechs Spiele und erzielte im zweiten und vierten Spiel am 21. Mai und 4. Juni 1960, bei der 1:2-Niederlage gegen Westfalia Herne und beim 2:2-Unentschieden gegen den Karlsruher SC seine beiden einzigen  Tore. Ins Endspiel zog der Gruppensieger Hamburger SV ein, der gegen den 1. FC Köln mit 3:2 gewann.
Abermals Zweitplatzierter der Saison 1960/61 kam er letztmals am 6. Mai 1961 bei der 0:5-Niederlage gegen Eintracht Frankfurt im Qualifikationsspiel zur Teilnahme an der Endrunde um die Deutsche Meisterschaft zum Einsatz.
1980 führte Meurer als Trainer Borussia Neunkirchen zum Aufstieg in die 2. Bundesliga Süd.

## Erfolge
- DFB-Pokal-Finalist 1959